# نضج جنسي

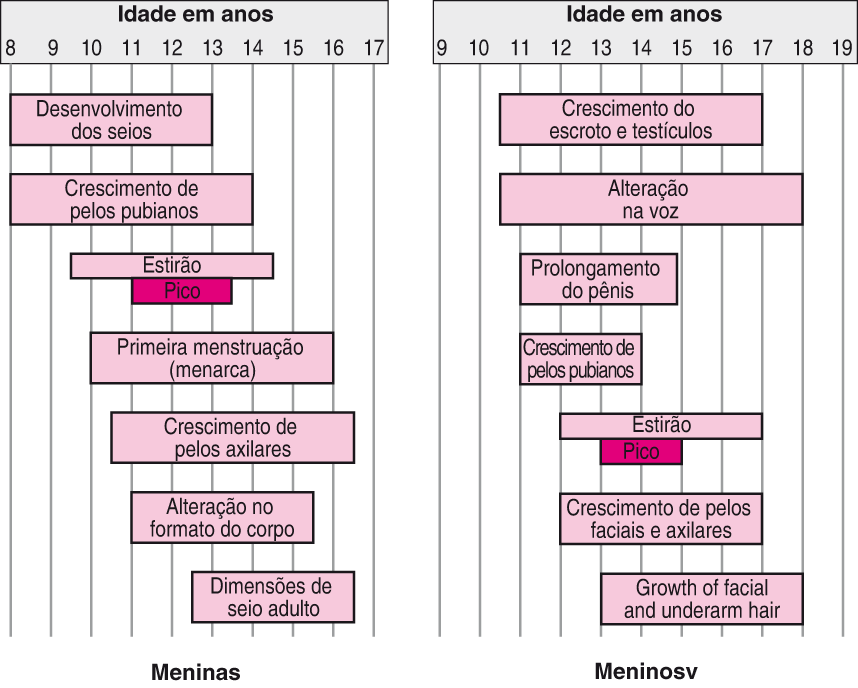

النضج الجنسي (بالإنجليزية: Sexual maturity)‏ هو السن أو المرحلة التي يمكن عنها للكائن الحي أن يتكاثر. ويعتبر أحيانا مرادفا لمرحلة البلوغ، رغم أنهما مستقلان. ويطلق على عملية النضج الجنسي في البشر البلوغ.

## وصلات خارجية
- How does ratio of age of sexual maturity / lifespan vary across species?
- Sex Differentiation Disorders (in humans)
- Hermaphroditism in other species
- Why do species change sex?
- Salmon sex changing